# 森德爾巴赫河
49°56′44″N 11°34′05″E / 49.945677°N 11.568123°E

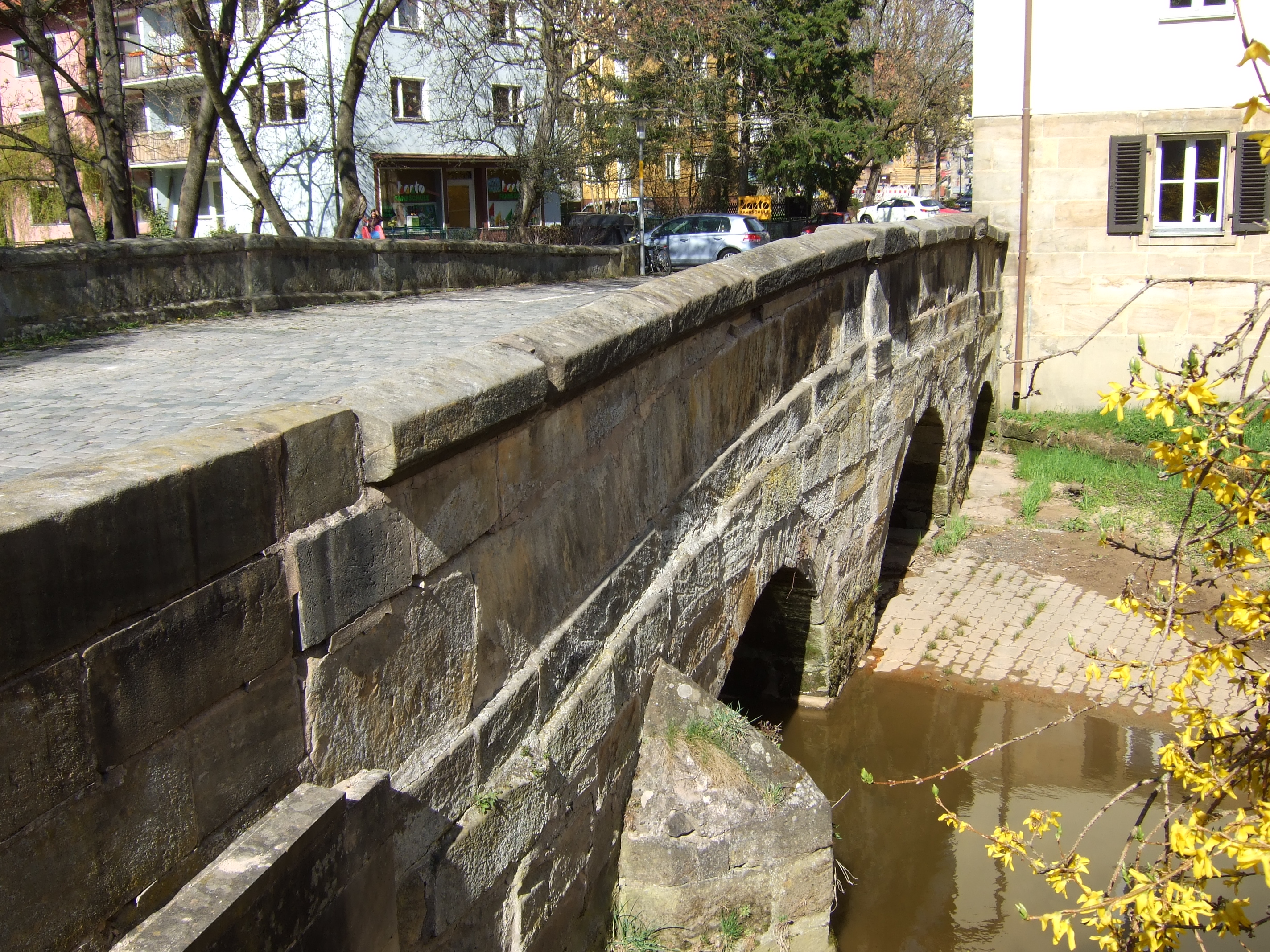

森德爾巴赫河（德語：Sendelbach），是德國的河流，位於該國東南部，由巴伐利亞負責管轄，屬於米斯特爾河的支流，河道全長9.8公里，流域面積19.8平方公里，發源自拜羅伊特。